# Нов път (вестник)
„Нов път“ е български вестник, издаван в София от 1959 до 1987 година.
Създаден е като издание с циганска тематика от казионната организация Отечествен фронт. С изключение на отделни материали на цигански в началния му период вестникът се списва на български. Излиза веднъж месечно с тираж 10 хиляди броя, като съдържанието му е сходно с това на другите официозни вестници на тоталитарния комунистически режим в страната, но включва и специфични за циганите теми. Например вестникът редовно критикува ранните бракове, обичая баба хак, безработицата, честата смяна на работата и частното предприемачество, алкохолизма, лошото владеене на българския, лошата хигиена, религиозността и турчеенето, дейността на Международния ромски съюз.
През 1983 година вестник „Нов път“ е спрян. Възстановен временно със съдействието на висшия функционер на режима Пенчо Кубадински, той е окончателно спрян в края на 1987 година.